# ليلافاتي
ليلافاتي هي أطروحة عالم الرياضيات الهندي بهاسكارا الثاني عن الرياضيات، كتبت عام 1150 بعد الميلاد. إنه المجلد الأول لعمله الرئيسي، سيدهانتا شيروماني، جنبًا إلى جنب مع البيجاجانيتا، وجراهاجانيتا، وجولادايا.